# François-Xavier Gsell
Pour les articles homonymes, voir Gsell.
François-Xavier Gsell, né à Benfeld (Bas-Rhin) le 30 octobre 1872 et décédé à Bowral près de Sydney le 12 juillet 1960, est un prêtre alsacien, missionnaire du Sacré-Cœur en Australie, naturalisé Australien en 1909 et qui fut, en 1938, le premier évêque de Darwin (en) dans le Territoire du Nord. Le 10 novembre 1948, il est nommé évêque titulaire de Paros (de)
Auparavant il passe de longues années parmi les aborigènes de l'île Bathurst. Quelques baptêmes sont célébrés, mais il ne parvient guère à convertir les adultes. Pour éviter aux jeunes filles les mariages forcés avec des hommes plus âgés, il décide de les racheter. Selon la coutume locale, cette transaction en fait légalement ses épouses, ce qui lui vaut le surnom d'« évêque aux 150 épouses » – le titre qu'il donnera à son autobiographie.